# Diabetes mellitus tipo 1
La diabetes mellitus tipo 1 (DM1) es una enfermedad autoinmune y metabólica caracterizada por una destrucción selectiva de las células beta del páncreas causando una deficiencia gradual y absoluta de insulina. Se diferencia de la diabetes mellitus tipo 2 porque es un tipo de diabetes caracterizada por darse en época temprana de la vida, generalmente antes de los 30 años. Solo 1 de cada 20 personas con diabetes tiene diabetes tipo 1, afectando preferentemente a jóvenes y niños. La administración de insulina en estos pacientes es obligatoria, ya que el páncreas no produce insulina. La diabetes tipo 1 se clasifica en casos autoinmunes —la forma más común— y en casos idiopáticos. La diabetes tipo 1 se encuentra entre todos los grupos étnicos, pero su mayor incidencia se produce entre poblaciones del norte de Europa y en Cerdeña. La susceptibilidad a contraer diabetes mellitus tipo 1 parece estar asociada a múltiples factores genéticos, aunque solo el 15-20% de los pacientes tienen una historia familiar positiva.
La diabetes mellitus tipo 1 y la enfermedad celíaca comparten base genética y mecanismos inmunológicos, y pueden aparecer asociadas.

## Epidemiología
La prevalencia de la diabetes tipo 1 en el mundo no se conoce con exactitud, si bien se sabe que su incidencia está aumentando rápidamente tanto en niños como en adolescentes, con un incremento anual calculado aproximadamente en un 3%. Este tipo de diabetes representa el 5-10% de los casos totales de diabetes mellitus, cifra que se eleva al 80-90% en la franja de edad comprendida entre la infancia y la adolescencia.
Afecta por igual a ambos sexos, sin diferencias de género en las tasas de prevalencia.
Si bien los adultos también pueden desarrollar diabetes tipo 1, la tasa de incidencia más alta se da en los adolescentes.
La edad media de diagnóstico de la diabetes tipo uno en EE. UU. es de 24 años.
Los gemelos monocigóticos tienen una concordancia del 60%, aunque solo el 30% desarrolla la enfermedad dentro de los 10 años siguientes al diagnóstico del primer gemelo. En contraste, los gemelos dicigóticos tienen un riesgo de concordancia similar al encontrado entre otros hermanos, calculado aproximadamente en un 8%.
La frecuencia de desarrollo de la diabetes tipo 1 en los niños con una madre que tiene diabetes es del 2-3%; del 5-6% cuando el diabético es el padre; y aumenta al 30% si ambos progenitores padecen la enfermedad.

## Etiología
La mayoría de los casos de diabetes mellitus tipo 1, aproximadamente un 95%, son el resultado de una compleja interacción entre factores ambientales y genéticos, que provocan el desarrollo de una enfermedad autoinmune, dirigida contra las células beta (β) productoras de insulina de los islotes pancreáticos. Como resultado, estas células β son progresiva e irreversiblemente destruidas. El paciente desarrolla la deficiencia de insulina cuando aproximadamente el 90% de las células de los islotes han sido destruidas.
La influencia de los factores ambientales no se limita a iniciar el daño a las células productoras de insulina, sino que probablemente son responsables de mantener activada, acelerar o retardar su destrucción.

### Causas genéticas
Existe un componente genético en la diabetes mellitus tipo 1, si bien no es suficiente por sí solo para iniciar el desarrollo de la enfermedad y se requiere de la interacción con ciertos factores ambientales.
La diabetes mellitus tipo 1 está fuertemente asociada a moléculas DR3 y DR4 del complejo mayor de histocompatibilidad (CMH) dentro del grupo HLA clase II. El 55% de los pacientes con diabetes tipo 1 expresa el HLA-DR3/DQ2. Otro alelo que se considera un importante factor de riesgo para desarrollar la enfermedad es el HLA-DQ8. El CMH requiere de una composición específica de aminoácidos para su correcto funcionamiento. La alteración en el grupo HLA-II parece influir en la configuración propia del CMH. El resultado de esta alteración es una pérdida de la especificidad en la presentación de antígenos, lo que podría generar una respuesta inmunológica cruzada. Es esta respuesta cruzada lo que explica la respuesta autoinmune de la diabetes mellitus tipo 1.
Los pacientes que expresan DR3 también presentan un riesgo elevado de desarrollar otras endocrinopatías autoinmunes y enfermedad celíaca (EC). Desde hace años se conoce la asociación de la diabetes mellitus tipo 1 y la enfermedad celíaca. Ambas enfermedades comparten mecanismos inmunológicos comunes y genes de susceptibilidad, HLA-II predominantemente, e incluso alguno del tipo I. Una revisión sistemática reciente encontró que aproximadamente un 6% de los pacientes con diabetes tipo 1 padece enfermedad celíaca asociada, si bien la mayoría de los casos de enfermedad celíaca permanecen sin reconocer ni diagnosticar, debido a que suele cursar sin síntomas digestivos o estos son leves. Además de la genética común, esta asociación puede explicarse por la inflamación o las deficiencias nutricionales causadas por la enfermedad celíaca no tratada, que aumentan el riesgo de desarrollar diabetes tipo 1.

### Factores ambientales

#### Infecciones
Las infecciones virales se han propuesto como un factor ambiental implicado en el desarrollo de la diabetes mellitus tipo 1, probablemente por iniciar o modificar un proceso autoinmune, en el que la respuesta inmune desencadenada contra las células infectadas por el virus se dirigiría además contra las células beta del páncreas. Se han implicado algunas infecciones víricas, tales como enterovirus, citomegalovirus, paperas, rubeola y rotavirus, pero las evidencias no son concluyentes. Una revisión sistemática con metaanálisis publicada en 2011 mostró una asociación entre las infecciones por enterovirus y la diabetes tipo 1, pero otros estudios han demostrado resultados opuestos, sugiriendo que, en lugar de desencadenar un proceso autoinmune, las infecciones por enterovirus (tales como el virus coxsackie B) podrían proteger contra la aparición y el desarrollo de la diabetes tipo 1.
El aumento de nuevos casos de diabetes mellitus tipo 1 en niños menores de 5 años desde comienzos del siglo XXI ha sido explicado por un factor ambiental: la “hipótesis de la higiene”. Según esta teoría, la falta de exposición a patógenos en el niño favorece el desencadenamiento de la autoinmunidad. Un reciente estudio (2013) concluye que los parámetros relacionados con la higiene, tradicionalmente considerados como parte del estilo de vida moderno, no juegan ningún papel importante en la etiología de la diabetes tipo 1.

#### Dieta
Los datos actuales muestran que la gliadina (fracción proteica del gluten) parece estar implicada en la aparición y desarrollo de la diabetes mellitus tipo 1. El aumento de la permeabilidad intestinal causado por el gluten provoca la pérdida protectora de la barrera intestinal. Esto permite el paso a la sangre de sustancias proinflamatorias y puede provocar una respuesta autoinmunitaria en individuos genéticamente predispuestos a la diabetes tipo 1. La introducción temprana de cereales que contienen gluten en la dieta aumenta el riesgo de desarrollar los autoanticuerpos que destruyen las células productoras de insulina del páncreas. La eliminación del gluten de la dieta puede proteger contra el desarrollo de la diabetes.
Se ha sugerido que algunas proteínas presentes en la leche de vaca podrían aumentar el riesgo de desarrollar un proceso autoimune dirigido contra las células de los islotes pancreáticos. No obstante, los estudios observacionales encaminados a investigar la posible relación entre la introducción temprana de la leche de vaca en la dieta y el desarrollo de la diabetes tipo 1 muestran resultados contradictorios.
Una reciente revisión sistemática muestra que la lactancia materna ejerce un pequeño efecto protector sobre el riesgo de desarrollar diabetes tipo 1.
La epidemia de diabetes mellitus tipo 2 y obesidad van unidas, pero se desconoce su relación con la diabetes tipo 1. Se ha intentado explicar mediante la “hipótesis del acelerador” postulada por Wilkin, que unifica la diabetes mellitus tipo 1 y 2 en una sola enfermedad, con la única diferenciación de la velocidad en la destrucción de las células beta.
La dieta está controlada según los hidratos de carbono que se tomen

#### Productos químicos
El pirinurón, un veneno para ratas comercializado bajo los nombre de Vacor o RH-787, introducido en los Estados Unidos en 1976, destruye selectivamente las células beta del páncreas. La intoxicación accidental con este producto puede provocar diabetes tipo 1. El pirinurón fue retirado del mercado de Estados Unidos en 1979 y su uso en este país no está aprobado por la Agencia de Protección Ambiental.
La estreptozocina, un agente antineoplásico, es selectivamente tóxico para las células beta de los islotes pancreáticos. Se utiliza en investigación para provocar diabetes tipo 1 en roedores y para el tratamiento de cáncer metastásico de las células de los islotes pancreáticos en los pacientes cuyo cáncer no puede ser eliminado por medio de cirugía.

### Otras causas
Otros factores en el desarrollo de la diabetes mellitus tipo 1 son los siguientes:
- Pancreatectomía (extirpación quirúrgica del páncreas).
- Ausencia congénita del páncreas o de las células de los islotes.
- Daño pancreático derivado de ciertas enfermedades, tales como la pancreatitis crónica, la fibrosis quística, la talasemia mayor, el síndrome urémico hemolítico o la hemocromatosis.
- El síndrome de Wolfram.
- Trastornos cromosómicos, como el síndrome de Down, el síndrome de Turner, el síndrome de Prader-Willi o el síndrome de Klinefelter. El riesgo en los síndromes de Down y de Turner es aproximadamente del 1%.

## Fisiopatología
La diabetes de tipo 1 es una enfermedad autoinmune crónica para la que aún no existe ninguna cura. En este tipo de diabetes quedan afectadas las células β de los islotes pancreáticos , que producen poca o ninguna insulina; hormona que permite que el azúcar (glucosa) ingrese en las células del cuerpo.
Como consecuencia, se produce una acumulación de glucosa en sangre que presenta efectos citotóxicos tales como la glucosilación no enzimática; la glucosa se une a moléculas como la hemoglobina o los lipopolisacáridos de las paredes de los vasos sanguíneos y a las lipoproteínas de la sangre, causando su acumulación y la aparición de ateromas. Además, al no poder usarse la glucosa como combustible metabólico, se favorece la digestión de lípidos y proteínas que aportan menor cantidad de energía apareciendo síntomas de polifagia (sensación de hambre) y de adelgazamiento. El uso de las grasas como fuente energética provoca la liberación de ácidos grasos, que son oxidados a AcetilCoA. Altos niveles de AcetilCoA saturan el ciclo de Krebs, obligando a que el AcetilCoA siga la ruta de síntesis de cuerpos cetónicos. El exceso de cuerpos cetónicos provoca cetoacidosis, que origina graves problemas pudiendo conducir al coma o, incluso, a la muerte. Por último, el exceso de glucosa es eliminado en la orina junto a gran cantidad de agua aumentando la diuresis y la sensación de sed (poliuria y polidipsia).
El proceso de desarrollo de la diabetes tipo 1 es gradual, pudiendo ser necesarios varios años antes de que se manifieste clínicamente. La enfermedad se desarrolla por el ataque del sistema inmune contra las propias células beta del páncreas, encargadas de producir la insulina. Esto puede deberse:
1. Susceptibilidad o predisposición genética. Esto se debe a mutaciones en el complejo mayor de histocompatibilidad (MHC) de células presentadoras de antígenos o en proteínas de linfocitos; pudiendo quedar alterada la ruta de presentación de antígenos. El resultado podría ser organismos viables, pero que no pueden sobrevivir ante un cambio ambiental desfavorable. Esto ocurre en la diabetes tipo 1; dentro de una familia de riesgo (en la que existan estos genes mutados), por azar puede encontrarse un individuo que haya heredado las mutaciones que afectan a la presentación del antígeno y que le confieren susceptibilidad a esta enfermedad. Debido a que la presentación se efectúa por variedades de moléculas inapropiadas (mutadas), los linfocitos activados no solo actúan sobre las células que presentan el antígeno determinado, sino que se pierde la especificidad frente al antígeno y los linfocitos actúan también sobre células no infectadas, reconociendo moléculas propias como agentes externos.
2. Además, parece necesario que ocurra un factor desencadenante ambiental (infección viral, estrés, toxinas, etc.), tras el cual, aparece el proceso inmunitario frente a las propias células beta, que son destruidas. La hipótesis más defendida es la infección viral. Cuando un virus infecta una célula β del páncreas se activa la respuesta inmune. Los macrófagos responden de manera inespecífica frente al agente externo y presentan el antígeno mediante interacciones entre proteínas a los linfocitos, que quedan activados. Los linfocitos Tc son los encargados de actuar de manera específica sobre las células que contienen el determinado antígeno e inducen la respuesta citotóxica, que produce la muerte celular de las células infectadas. Sin embargo, en la diabetes tipo 1 las proteínas que intervienen en la presentación del antígeno están modificadas, lo que conlleva que los linfocitos Tc no actúen de manera específica, activando la respuesta citotóxica frente a células β no infectadas.
3. La reacción inmunitaria está mediada por anticuerpos (reacción humoral) y células (reacción celular), habiéndose detectado autoanticuerpos frente a proteínas presentes en la superficie de las células beta, como la descarboxilasa del ácido glutámico (GAD), que es similar a una proteína del virus Coxsackie B, potencialmente implicado en el desarrollo de la diabetes. Otros anticuerpos incluyen los IA2, dirigidos contra una fosfatasa presente en el interior de las células beta, y anticuerpos contra la propia insulina. Estos anticuerpos pueden ser detectados en el suero de los pacientes meses y años antes del desarrollo de la enfermedad, y se han convertido en marcadores de un estado conocido como prediabetes.

## Cuadro clínico
Los posibles síntomas abarcan:
- Fatiga
- Aumento de la sed (polidipsia)
- Aumento de la micción (poliuria)
- Aumento del apetito (polifagia)
- Náuseas
- Vómitos
- Pérdida de peso a pesar del aumento del apetito
- Cambios de humor
- Pérdida del sueño
- Visión borrosa
- Ansiedad
- Perder la sensibilidad o sentir hormigueo en los pies
- Cara enrojecida o palidez

La enfermedad celíaca en las personas con diabetes tipo 1 es difícil de identificar, pues la mayoría de los pacientes no presenta ningún síntoma digestivo o estos se atribuyen erróneamente al mal control de la diabetes, a una gastroparesia o a una neuropatía diabética, por lo que en la mayoría de los casos la enfermedad celíaca se diagnostica después de la aparición de la diabetes tipo 1. La asociación de la enfermedad celíaca con la diabetes tipo 1 aumenta el riesgo de complicaciones, como los daños en la retina y la mortalidad. Esta asociación entre ambas enfermedades se puede explicar debido a que ambas comparten genética y a la inflamación o las deficiencias nutricionales causadas por la enfermedad celíaca no tratada, incluso si la diabetes tipo 1 se diagnostica primero.

## Diagnóstico
Los siguientes exámenes se pueden utilizar para diagnosticar la diabetes:
- Análisis de muestra de orina: la glucosa y los cuerpos cetónicos en la orina.
- Examen de sangre para el diagnóstico:
  - La glucosa en sangre en ayunas deber ser de 126 mg/dl o más en dos ocasiones.
  - La glucosa aleatoria (sin ayunar) en la sangre excede los 200 mg/dl y el paciente tiene síntomas como aumento de la sed, de la micción y fatiga (esto se debe confirmar con examen en ayunas).
  - El examen de insulina (nivel bajo o indetectable de insulina).
  - Niveles de hemoglobina glicosilada (HbA1c) cada 3 a 6 meses.

## Tratamiento
Los objetivos inmediatos del tratamiento son tratar la cetoacidosis diabética y los altos o bajos niveles de glucemia (hiperglicemia e hipoglicemia según refiere). La aparición de los síntomas graves de la diabetes es súbita y de gravedad, por lo que es posible que las personas necesiten permanecer en el hospital. Las personas que la padecen deben recibir inyecciones diarias de insulina.
Es muy importante el tratamiento médico de las personas con diabetes, ya sea del tipo 1 o 2, para evitar problemas y mejorar la vida de las personas con esta enfermedad.
Los objetivos a largo plazo del tratamiento son:
- Prolongar la vida.
- Reducir los síntomas.
- Prevenir complicaciones relacionadas con la diabetes, tales como ceguera, insuficiencia renal, cardiopatía y amputación de extremidades.

Estos objetivos se logran a través de:
- Autocontrol cuidadoso de los niveles de glicemia (con hemoglobinas glicosiladas seriadas cada 3 meses además de control de test de glicemias)
- Educación por parte de profesionales, como nutricionistas, médicos, enfermeras o endocrinólogos.
- Ejercicio continuo.
- Cuidado de los pies.
- Uso de insulina.
- Planeamiento de las comidas y control del peso.

Además, existe un anticuerpo monoclonal llamado teplizumab que puede retrasar el inicio de la enfermedad.

### Insulina
La insulina baja el nivel de glucemia permitiendo que salga del torrente sanguíneo y entre en las células del organismo. Todas las personas necesitan insulina. Las personas con diabetes tipo 1 no pueden fabricar su propia insulina y, por tanto, deben administrarse diariamente.
La insulina se inyecta generalmente debajo de la piel, en el tejido subcutáneo. En algunos casos, un microinfusor electrónico (bomba de insulina) libera la insulina en forma continua.
Las preparaciones de insulina se diferencian por la rapidez con que empiezan a hacer efecto y su duración. El médico revisará los niveles de glucemia para determinar el tipo apropiado de insulina que se debe utilizar. Se puede mezclar más de un tipo de insulina en una misma inyección para así lograr el mejor control de la glucemia (solo en casos específicos).
Las inyecciones se necesitan por lo general de una a cuatro veces al día. El médico o un educador en diabetes enseña a las personas que requieren insulina cómo inyectarse ellos mismos para obtener un autocontrol propio. Inicialmente, la inyección en los niños debe ser aplicada por uno de los padres u otro adulto y hacia la edad de 14 años se puede esperar que la mayoría de los niños se aplique sus propias inyecciones.
Las personas con diabetes necesitan saber cómo ajustar la cantidad de insulina que están tomando en las siguientes situaciones:
- Cuando hacen ejercicio.
- Cuando están enfermos.
- Cuando estén comiendo más o menos alimentos e hidratos de carbono.
- Cuando estén viajando.
- Es posible cuando haya cambios en el estado de ánimo.

### Dieta
La planificación de comidas para la diabetes tipo 1 debe ser coherente para así permitir que el alimento y la insulina trabajen juntos para regular los niveles de glicemia. Si las comidas y la insulina no están equilibradas, los niveles de glucemia pueden subir o bajar, produciendo por tanto hiperglicemia e hipoglicemia. La mejor forma de sobrellevarla con una dieta es limitar la ingesta de carbohidratos de rápida absorción.
Pautas básicas incluyen:[cita requerida]
- Reforzar la explicación de la dieta prescrita o la dieta de reducción calórica.
- Establecer objetivos realistas de reducción de peso.
- Calcular las necesidades dietéticas y escoger una dieta simple, reduciendo las comidas ricas en colesterol, grasas saturadas, sal, azúcar y alcohol.
- Ingerir las comidas y refrigerios a intervalos regulares planeados diariamente.
- Insistir en la necesidad de determinar los requerimientos adicionales de alimentos antes de realizar ejercicio mediante el uso de la monitorización de la glucosa sanguínea.

Las personas con diabetes tipo 1 y enfermedad celíaca no diagnosticada tienen peor control de los niveles de glicemia y una mayor prevalencia de daños en el riñón y la retina. La dieta sin gluten, cuando se realiza estrictamente, mejora los síntomas de la diabetes y tiene un efecto protector contra el desarrollo de complicaciones a largo plazo. Sin embargo, el manejo dietético de estas dos enfermedades es un reto, por lo que estos pacientes tienen un bajo cumplimiento de la dieta.

### Actividad física
El ejercicio regular ayuda a controlar la cantidad de glicemia llegando incluso a disminuir la cantidad requerida, al igual que quemar el exceso de calorías y de grasa para lograr un peso saludable.
Las personas con diabetes tipo 1 deben tomar precauciones especiales antes, durante y después de cualquier ejercicio o actividad física intensa. Es importante:
- El calzado correcto, para evitar lesiones en los pies.
- Controlar los niveles de glicemia antes y después de hacer ejercicio, para evitar hipoglicemias mientras se ejercita (como alimentos con hidratos de carbono o azúcar).
- Llevar alimento que contenga un carbohidrato de acción rápida en caso de que los niveles de glicemia bajen demasiado durante o después del ejercicio.
- Llevar un brazalete de identificación de diabéticos.
- Hacer ejercicio todos los días y a la misma hora.
- A medida que cambie la intensidad o duración del ejercicio, es posible la necesidad de modificar la dieta o medicamento para mantener el nivel de glicemia en un rango apropiado.

### Autoexamen o autochequeo
El control de la glucemia se hace verificando el contenido de glucosa en una pequeña gota de sangre. Dicha prueba debe hacerse regularmente y le informa a la persona con diabetes qué tan bien está funcionando el tratamiento (la dieta, los medicamentos y los ejercicios) para controlar la enfermedad.
Los resultados se pueden usar para ajustar la dieta, la actividad física o los medicamentos con el fin de mantener los niveles de glicemia dentro de un rango apropiado. Los exámenes generalmente se hacen antes de las comidas y a la hora de dormir. Cuando uno está enfermo o con estrés, se pueden necesitar exámenes con más frecuencia debido a que estos aumentan la cantidad de glucosa en la sangre.
Los exámenes brindarán información importante, porque posibilita los cambios necesarios para el mejoramiento en los cuidados y el tratamiento. Las pruebas identificarán el alto o bajo nivel de glicemia antes de que se desarrollen problemas serios.
El aparato para medir los niveles más exactos posibles de glucosa en la sangre es el hemoglucotest. Hay diferentes tipos de dispositivos. Normalmente, uno punciona el dedo con una aguja pequeña llamada lanceta para obtener una gota diminuta de sangre. Se pone la tira reactiva correspondiente en el dispositivo y se coloca la sangre en la tira reactiva. Los resultados deben salir según la máquina que se posea, pudiendo ser en cuestión de segundos o más.
El hecho de mantener registros precisos de los resultados del examen le ayudará al diabético y al médico a planear la mejor manera de controlar su diabetes.
Las personas con diabetes deben hacerse revisar sus niveles de Hemoglobina glicosilada (HbA1c) cada 3 a 6 meses. El HbA1c es una medida del contenido promedio de glucosa en la sangre durante los últimos 2 a 3 meses. Puede ayudar el hecho de determinar qué tan bien está funcionando el tratamiento en mediano plazo.

### Cuidado de los pies
La diabetes causa daños a los vasos sanguíneos y a los nervios, lo cual puede reducir la capacidad de uno para sentir lesiones o la presión en los pies. Uno puede no notar una lesión en el pie hasta que se presente una infección grave.
Además, la diabetes afecta el sistema inmunitario del organismo, disminuyendo la capacidad para combatir la infección. Las infecciones pequeñas pueden progresar rápidamente hasta provocar la muerte de la piel y otros tejidos, lo que puede hacer necesaria la amputación.
Para prevenir las lesiones en los pies, una persona con diabetes debe adoptar una rutina diaria de revisión y cuidado de los pies que consiste en lo siguiente:
- Revisarse los pies cada día e informar de cualquier úlcera, cambio o signo de infección.
- Lavarse los pies todos los días con agua tibia y un jabón suave, y luego secarlos muy bien (especialmente interdigital).
- Suavizar la piel seca con una loción o con vaselina.
- Protegerse los pies con zapatos cómodos, que ajusten bien y que no queden apretados.
- Ejercitarse a diario para promover una buena circulación.
- Visitar a un podólogo para que identifique problemas en los pies o para que extirpe callos o callosidades en los mismos (importante: nunca tratar de extirpar las callosidades uno mismo, debido a la posibilidad de producir heridas graves que posteriormente será una complicación por infección o gangrena)
- Quitarse los zapatos y las medias durante la visita al médico y recordarle que los examine.
- Dejar de fumar, pues el consumo de tabaco empeora el flujo de sangre a los pies.

Para prevenir la lesión a los pies, hay que adoptar la rutina de revisar y cuidar los pies diariamente.
tomar medidas drásticas.

### Tratamiento de la hipoglucemia
El nivel bajo de glucemia, conocido como hipoglucemia, se puede presentar por demasiada insulina, demasiado ejercicio o muy poco alimento. La hipoglucemia se puede desarrollar rápidamente en los diabéticos y los síntomas aparecen particularmente cuando el nivel de azúcar cae por debajo de 60 mg/dl. Si este nivel se coloca por debajo de 40 mg/dl se pone en peligro la vida, pudiendo producirse coma y muerte.
Los síntomas más característicos son:
- Cefalea
- Hambre
- Nerviosismo
- Temblor
- Sudoración Helada
- Debilidad
- Irritabilidad
- Mareos
- Dificultad para hablar
- Pérdida del conocimiento

Si estos síntomas se presentan y se tiene un equipo disponible para medir el nivel de glucemia, hay que hacerse el chequeo. Si el nivel está por debajo de lo deseado, hay que comer algo con azúcar: jugo de frutas, algunas cucharaditas de azúcar, o una gaseosa normal. Si no se tiene el equipo a mano, hay que consumir azúcar de todas maneras, porque no le puede hacer daño a corto plazo. Los síntomas deben desaparecer en cuestión de 15 minutos, de lo contrario, hay que consumir más azúcar y verificar nuevamente el nivel de glucemia.
Hay que vigilar a la persona muy de cerca. Si los síntomas empeoran (confusión, convulsiones o pérdida del conocimiento), hay que aplicar a la persona una inyección de glucagón. Si no se tiene glucagón, hay que llamar al número local de emergencias de inmediato.

### Tratamientos de niveles altos de cetonas
Cuando no hay suficiente insulina para movilizar la glucosa a las células, ésta se puede acumular en la sangre. El cuerpo busca entonces otras formas de energía y utiliza la grasa como fuente de combustible. A medida que las grasas se descomponen, unos moléculas llamadas cuerpos cetónicos se acumulan en la sangre y en la orina. Las cetonas, en niveles altos, son tóxicas. Esta afección se conoce como cetoacidosis que si se mantiene en el cuerpo por un tiempo puede producir coma diabético (urgencia médica) e incluso a la muerte.
Los signos de advertencia de que la cetoacidosis está empeorando podrían ser:
- Respiración rápida y profunda
- Resequedad en la piel y en la boca
- Rubefacción
- Aliento con olor a frutas
- Náuseas o vómitos
- Dolor estomacal
- Fatiga

### Apoyo psicológico
La diabetes es una enfermedad metabólica crónica que exige la adquisición de nuevas rutinas representadas, en su mayoría, por procedimientos médicos que son dolorosos o tediosos, pero indispensables para el control y la prevención de complicaciones posteriores. Además, supone cambios en los hábitos de vida, en la alimentación y en la actividad física.
Ser consciente de que se tiene una enfermedad crónica puede percibirse como una pérdida del equilibrio, biológico, psicológico o social. Su diagnóstico supone un gran impacto para el individuo.
Entre otras razones, implica un cambio en el estilo de vida, puesto que la diabetes pasa a formar parte de su identidad. Cualquier pérdida pone en marcha toda una serie de emociones y sentimientos. Expresar esas emociones es la mejor garantía de una apropiada adaptación individual y familiar a la diabetes.
La información adecuada sobre la condición y la edad en que se diagnostica son dos factores relevantes que pueden determinar la forma en que se reacciona ante su descubrimiento. La percepción del mundo es diferente en cada etapa del desarrollo de la persona, de allí la importancia del enfoque multidisciplinario, que ayude al paciente a responsabilizarse gradualmente de su tratamiento.
Además, el diabético funciona en varios ambientes sociales, de los cuales el más influyente es la familia. La aparición de la diabetes en uno de los miembros tiene un impacto en las áreas de comunicación, integración marital y otros patrones de funcionamiento. Cada miembro difiere en la forma de enfrentarla, algunos son capaces de solucionar problemas y otros pueden usar al individuo o a su enfermedad como pretexto para explicar problemas no relacionados con la condición.
Muchas veces quienes rodean al diabético se empeñan en asegurar que el individuo no es "diferente", sin embargo, sí lo es, y en variados aspectos. Reconocer esas diferencias, sin enfatizarlas, puede conducir a un mejor ajuste emocional y social. Para ello es necesario el apoyo de familiares y personas que rodean al paciente diabético.

## Seguimiento
El control de un paciente con diabetes de tipo 1 es personalizado por un médico. Depende de la edad de enfermo, de los años de evolución, del grado de control glucémico y la presencia de complicaciones o no. Además, hay situaciones especiales como el embarazo, la obesidad, el ejercicio físico, o las necesidades individuales, que obligan a controles y medidas específicas. Este control individualizado suele incluir las siguientes pruebas:
- Hemoglobina glucosilada (HbA1c): es un promedio trimestral del nivel de glucosa en la sangre. Esta prueba mide cuánta glucosa se ha estado adhiriendo a los glóbulos rojos y a otras células. Un nivel alto de HbA1c es un indicador de riesgo de sufrir complicaciones a largo plazo.
- Inspección de los sitios de inyección
- Medición de talla, peso y cálculo del índice de la masa corporal (IMC)
- Control de la presión arterial
- Examen de los pies, de la piel, de la agudeza visual y de los dientes
- Tabaquismo
- Historial familiar de enfermedad arterial
- Examen de la retina dilatada
- Colesterol, HDL y triglicéridos en suero
- Cociente albúmina/creatinina
- Es posible requerir tratamientos psicológicos para mantener la adherencia al tratamiento
- Debido a la elevada asociación, despistaje anualmente de enfermedad autoinmune asociada, incluyendo:[29]

- Anticuerpos antigliadina y antiendomisio (o antitransglutaminasa) para evaluar la aparición de enfermedad celíaca.
- Anticuerpos antiperoxidasa (anti-TPO) para evaluar la aparición de tiroiditis autoinmune.

## Complicaciones
Complicaciones urgentes
Son las que precisan atención médica al momento
- Hipoglucemia.
- Cetoacidosis.

Complicaciones a largo plazo
- Daños en los nervios: Se trata de un trastorno nervioso que lleva por nombre neuropatía diabética y es una complicación frecuente de largo plazo de la diabetes. El cuerpo está dotado de una compleja red de nervios que recorren todo el cuerpo y que a su vez conectan al cerebro con los músculos, piel y otros órganos. El cerebro se vale de los nervios para percibir el dolor, controlar los músculos y lleva a cabo tareas automáticas como la respiración y la digestión. Una elevación desmedida de azúcar en la sangre puede dañar los nervios. Los especialistas han observado que el incremento de azúcar en la sangre debilita las paredes de los diminutos vasos sanguíneos que nutren a los nervios.
- Problemas de erección.
- Daño neurológico (neuropatía diabética).
- Problemas oculares: incluyendo retinopatía diabética, desprendimiento de retina, glaucoma y cataratas Revisión cada 6 meses o una vez al año.
- Pie diabético, problemas en los pies: incluyendo cambios en la piel, insuficiencia arterial, neuropatía (inflamación de nervios en cualquier parte del cuerpo, es doloroso) y deformidades específicas en los pies (deformidad en valgo del dedo gordo, juanete, dedo en martillo y callos). El paciente debe de usar un calzado adecuado, tratamiento con el Podólogo y revisión diaria de los pies.
- Infecciones de la piel, tracto genital femenino y vías urinarias. Se debe tener una buena higiene y revisión continua.
- Enfermedad renal (nefropatía diabética) Se recomienda realizar una microalbuminuria en pacientes con más de 5 años de diagnóstico o en pacientes con escaso control.
- Accidente cerebrovascular.
- Angiopatía diabética, enfermedad vascular, incluyendo bloqueo de arterias y ataques cardíacos.
- Dentro de las complicaciones cardiovasculares destacan: Dolor en el pecho (angina). Accidente vascular. Estrechamiento de las arterias de las piernas y del cerebro debido a mala circulación sanguínea (enfermedad vascular periférica). Presión arterial elevada.

## Pronóstico
El pronóstico para las personas con diabetes varía. Los estudios muestran que un estricto control de la glucemia puede prevenir o retrasar las complicaciones en los ojos, los riñones y el sistema nervioso. Sin embargo, pueden surgir complicaciones incluso en aquellas personas con un buen control de la enfermedad.